# Prada papua
Prada papua är en fjärilsart som beskrevs av Evans 1938. Prada papua ingår i släktet Prada och familjen tjockhuvuden. Inga underarter finns listade i Catalogue of Life.